# Cristina Pichel
Cristina Pichel Toimil, nacida en Ribela (Barcia, Lalín) el 12 de abril de 1989, es una periodista y política gallega.

## Trayectoria
Licenciada en Periodismo por la Universidad de Santiago de Compostela, fue redactora de Faro de Vigo y ABC. Después trabajó en el gabinete de comunicación del consejero de Cultura y Turismo Román Rodríguez. En diciembre de 2018 fue nombrada directora general de Juventud, Participación y Voluntariado para sustituir a Cecilia Vázquez Suárez.Desde mayo de 2024 asume la dirección de comunicación de la Consellería de Medio Rural de la Xunta de Galicia.